# هالج بينغستون
هالج بينغستون (بالسويدية: Helge Bengtsson)‏ (و. 1916 – 2001 م) هو لاعب كرة قدم، من السويد، ولد في مالمو، يلعب كحارس مرمى، توفي في مالمو، عن عمر يناهز 85 عاماً.

## روابط خارجية
- هالج بينغستون على موقع اتحاد السويد (السويدية)
- هالج بينغستون على موقع عالم كرة القدم.نت (الإنجليزية)